# Doug Fieger

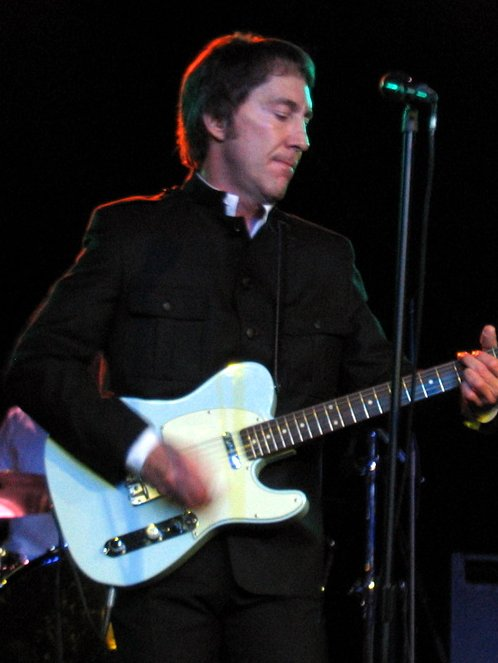
Fieger in 2005

Doug Fieger (Detroit, 20 augustus 1952 - Los Angeles, 14 februari 2010) was een Amerikaans singer-songwriter.
Fieger was de excentrieke zanger van de rockband The Knack uit Los Angeles en schreef samen met gitarist Berton Averre in 1979 de grote hit "My Sharona". Voordat hij tot The Knack toetrad, was hij zanger en bassist geweest in de Amerikaanse countryrockband Sky.
Doug Fieger overleed in februari 2010. Een paar jaar daarvoor was Fieger geopereerd vanwege twee hersentumoren. Hij bleek die te hebben nadat hij tijdens een optreden hoofdpijn kreeg en zijn teksten vergat. In 2007 werd bij Fieger ook nog eens longkanker geconstateerd. Hij werd 57 jaar oud.